# Mollath – „und plötzlich bist du verrückt“
Mollath – „und plötzlich bist du verrückt“ ist ein deutscher Dokumentarfilm von Annika Blendl und Leonie Stade über die Strafsache Gustl Mollath.
Der Film hatte im Juni 2015 seine Weltpremiere auf dem Filmfest München. Er startete am 9. Juli 2015 deutschlandweit in den Kinos. Der Film wurde von der Man on Mars Filmproduktion in Koproduktion mit der Hochschule für Fernsehen und Film München und dem Bayerischen Rundfunk produziert.

## Hintergrund
Gustl Mollath wurde 2006 wegen mehrerer ihm angelasteter Delikte und gleichzeitiger, durch Gutachter festgestellte Schuldunfähigkeit gerichtlich in den psychiatrischen Maßregelvollzug eingewiesen. Nachdem mehrere Instanzen über sechs Jahre diese Einweisung bestätigten, wurden 2011 zahlreiche Zweifel an den Vorwürfen gegen Mollath und an der Rechtsstaatlichkeit des Verfahrens laut. Nach einem erfolgreichen Wiederaufnahmeverfahren wurde im Jahr 2014 in einer neuen Hauptverhandlung Mollath freigesprochen, es wurde zudem festgestellt, dass die Voraussetzungen für eine Unterbringung (zum Zeitpunkt der neuen Hauptverhandlung) nicht vorlagen.
Der Fall wurde in der Öffentlichkeit kontrovers diskutiert, da neben den unmittelbaren Tatvorwürfen gegen Mollath unter anderem auch der Vorwurf von Schwarzgeldgeschäften gegen Mitarbeiter eines deutschen Geldinstituts laut wurden. Zudem warf Mollath seiner Ehefrau vor, ihn zu Unrecht beschuldigt zu haben, und erhob schwere Vorwürfe gegen Politik, Justiz und Gerichtsgutachter. Der Fall löste eine Debatte über die Unterbringung in psychiatrischen Kliniken aus und erschütterte die bayerische Justiz.
Dass die Schwarzgeldvorwürfe nicht umfassend gerichtlich untersucht wurden, führte zudem zu Spekulationen, Mollath sei Opfer einer Intrige zur Vertuschung dieser Vorgänge geworden. Insbesondere, da ein 2012 öffentlich gewordener Revisionsbericht der Bank Unregelmäßigkeiten feststellte, die Mollaths Vorwürfe teilweise bestätigten.

## Inhalt
Der Film ist ein Porträt über das Justizopfer Gustl Mollath. Im Laufe des Films kommen nicht nur Befürworter und Gegner von Mollath zu Wort, sondern auch sein ehemaliger Verteidiger und Anwalt Gerhard Strate, der durch das Wiederaufnahmeverfahren des Prozesses einen Freispruch für seinen Klienten erwirken konnte. Neben der Person Gustl Mollath als Hauptfigur skizziert der Film das Leben Gustl Mollaths in der Psychiatrie und zeigt die Medienberichterstattung, die Wiederaufnahme des Prozesses und schließlich das Leben nach dem Freispruch.

## Kritiken
- Die Welt: Der Film schwankt zwischen harter Dokumentation und fast inszenierter Spielfilmästhetik. Da die Szenen vor dem Gericht – Reporterkamera. Dort eine Nachtszene – opulent ins Bild gesetzt.[3]
- Deutschlandradio Kultur: „‚Mollath – und plötzlich bist du verrückt‘ ist ein Dokumentarfilm im besten Sinne, weil er die Fragen an den Zuschauer weiterreicht, anstatt ihn zu belehren.“[4]
- Programmkino.de: „In ihrem sehenswert, feinfühligen Dokumentarfilm nähern sich die beiden jungen Regisseurinnen Annika Blendl und Leonie Stade der Hauptfigur dieser kafkaesken Tragödie, die sich auch als einer der größten Justizirrtümer der Bundesrepublik entpuppte.“[5]
- www.ein-buch-lesen.de: „Die Herausforderung war eine gewaltige, und die beiden Jung-Regisseurinnen Leonie Stade und Annika Blendl haben sich ihr mit Bravour gestellt (…) Herausgekommen ist ein ebenso sensibles wie hintergründiges Porträt des Menschen Mollath, wie ein Mosaik zusammengesetzt aus seinen eigenen Statements und den atmosphärisch dicht gefügten Stellungnahmen anderer Personen. Dabei enthalten sich die Macher in erfreulicher Weise jeglicher Schwarz-Weiß-Schablone. Wie ein buntes Wimmelbild arrangiert der ebenso intelligent angelegte wie bildgewaltige Film verschiedene Situationen und Menschen um die zentrale Figur und macht auf unmittelbare Weise begreifbar, warum der Fall Mollath zu keiner abschließenden Lösung finden kann und wird: Das Mosaik muss an den Rändern zwangsläufig offenbleiben.“[6]
- Süddeutsche Zeitung: „Der Film schildert ein spannendes Stück Zeitgeschichte; er fällt kein Urteil, das ist sein größtes Plus.“[7]
- Die Zeit: „Nah dran am Geschehen kommen in Mollath – Und plötzlich bist Du verrückt Freunde und Gegner zu Wort. Der komplexe Fall wird gekonnt visualisiert und wirft Fragen auf. Die Antwort muss jeder selbst finden.“[8]